# Little Bigfoot
Little Bigfoot är en amerikansk långfilm från 1997 i regi av Art Camacho.

## Handling
Carolyn tar med sig sina barn Payton, Largo och Maggie på semester efter att deras pappa lämnat dem. Men istället för en lugn och trivsam familjesemester får de uppleva ett äventyr de aldrig kunnat föreställa sig.
Djurrättsaktivister, skurkar och en liten Storfot blir en del av deras vardag.

## Om filmen
En uppföljare med titeln Little Bigfoot 2 - resan hem hade premiär under 1997.

## Rollista i urval
- Ross Malinger - Payton
- P.J. Soles - Carolyn
- Kenneth Tigar - Largo
- Caitlin Barrett - Maggie
- Kelly Packard - Lanya
- Don Stroud - McKenzie
- Chris Finch - Peter
- Matt McCoy - Sheriff Cliffton